# Dousberg-Hazendans

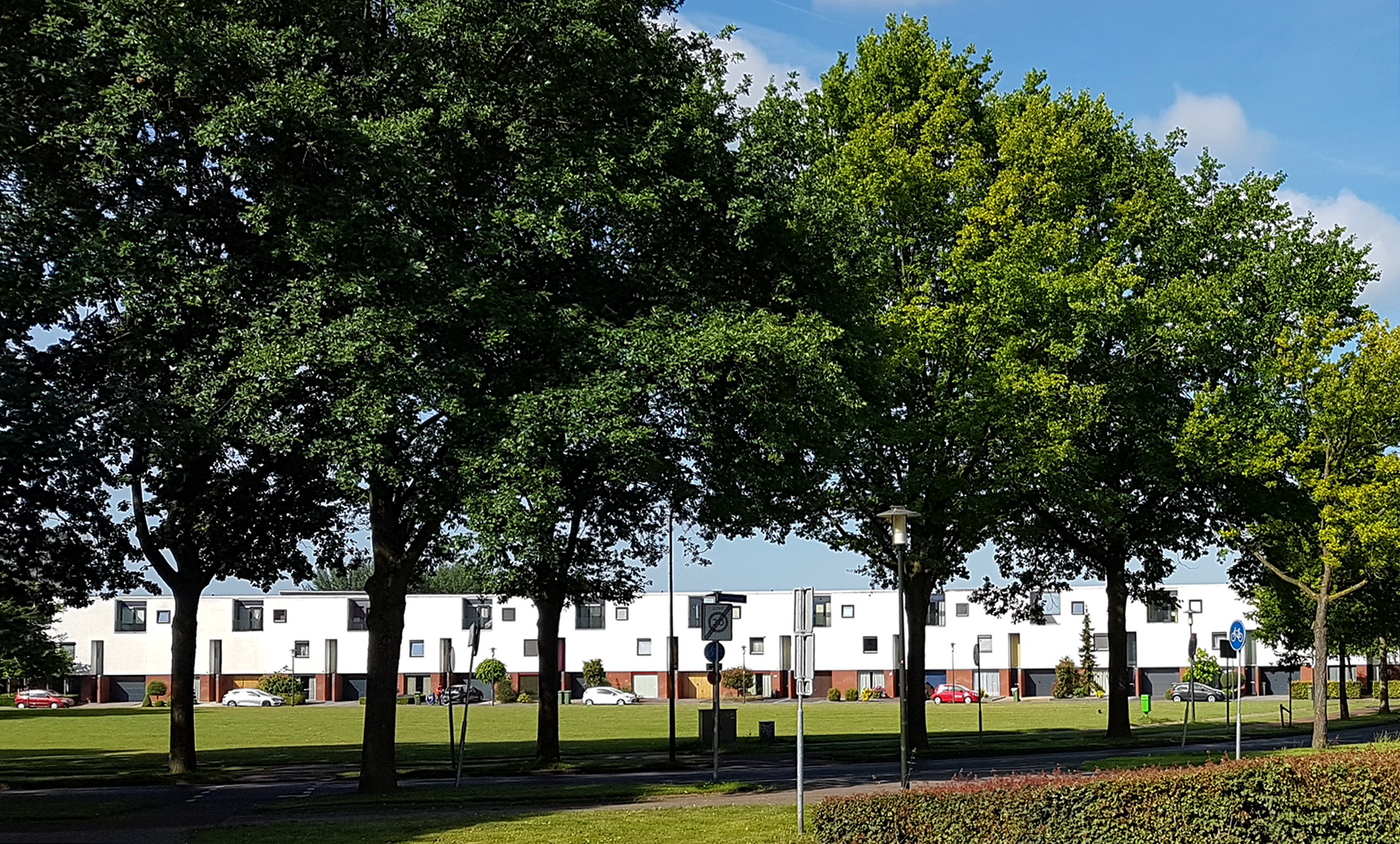
Eengezinswoningen aan de Koninksemstraat in Hazendans

Dousberg-Hazendans is een moderne woonwijk in het westelijk deel van de Nederlandse stad Maastricht. Het is tevens een van de 44 officiële buurten van de gemeente Maastricht. De naam is een combinatie van de heuvel Dousberg en de boerderij Hazendans.

## Ligging
Dousberg-Hazendans wordt begrensd door de buurt Malberg in het noorden, Pottenberg en Belfort in het oosten, Daalhof in het zuiden, en de landsgrens met België (gemeente Lanaken) in het westen.
Het grensgebied tussen Dousberg-Hazendans en het in België gelegen Albertkanaal is populair bij wandelaars. In dit gebied bevindt zich ook de belangrijke archeologische opgraving Veldwezelt-Hezerwater.
Behalve de hoofdweg, de Via Regia, zijn er twee kleinere grensovergangen tussen Dousberg-Hazendans en België, de Heserstraat en de Drenkelingsweg. Beide zijn niet toegankelijk voor auto's. Beide wegen komen uit bij het Albertkanaal. In dit gebied bevindt zich ook de afgraving Veldwezelt-Hezerwater.

## Architectuur en stedenbouw
De buurt bestaat uit twee delen: de woonwijk Hazendans, gebouwd vanaf de jaren 90 van de vorige eeuw, en het recreatiegebied Dousberg, dat nog in ontwikkeling is.
Nagenoeg alle straten in Hazendans zijn genoemd naar Belgische dorpen. Kenmerkend voor de woonwijk is dat bijna alle huizen wit zijn. Enkele woningblokken zijn ontworpen door Arno Meijs. De architecten Jo Janssen en Wim van den Bergh ontwierpen er enkele moderne villa's. Aan de rand van de wijk ligt een kleinschalig bedrijventerrein.
Voor het gebied Dousberg maakte architect Sjoerd Soeters een masterplan met onder andere een hotel, recreatiewoningen en sportfaciliteiten in post-modernistische stijl. Voor dit plan moest de op de Dousberg aanwezige camping verdwijnen. Het zwembad Dousberg werd in 2013, na de opening van het Geusseltbad, eveneens gesloten. Van het ambitieuze bouwplan werden aanvankelijk alleen de golfbaan en het clubhuis van Golfclub Maastricht gerealiseerd, maar anno 2018 staan er zo'n 150 vakantiewoningen en -appartementen en een hotel-restaurant op de heuvel. Op de plek van het gesloopte zwembad worden luxe villa's gebouwd.

## Voorzieningen
Dousberg-Hazendans kent, behalve een sporthal, geen eigen voorzieningen (winkels, cafés, etc.) en is daarvoor aangewezen op de aangrenzende buurten Daalhof en Belfort.

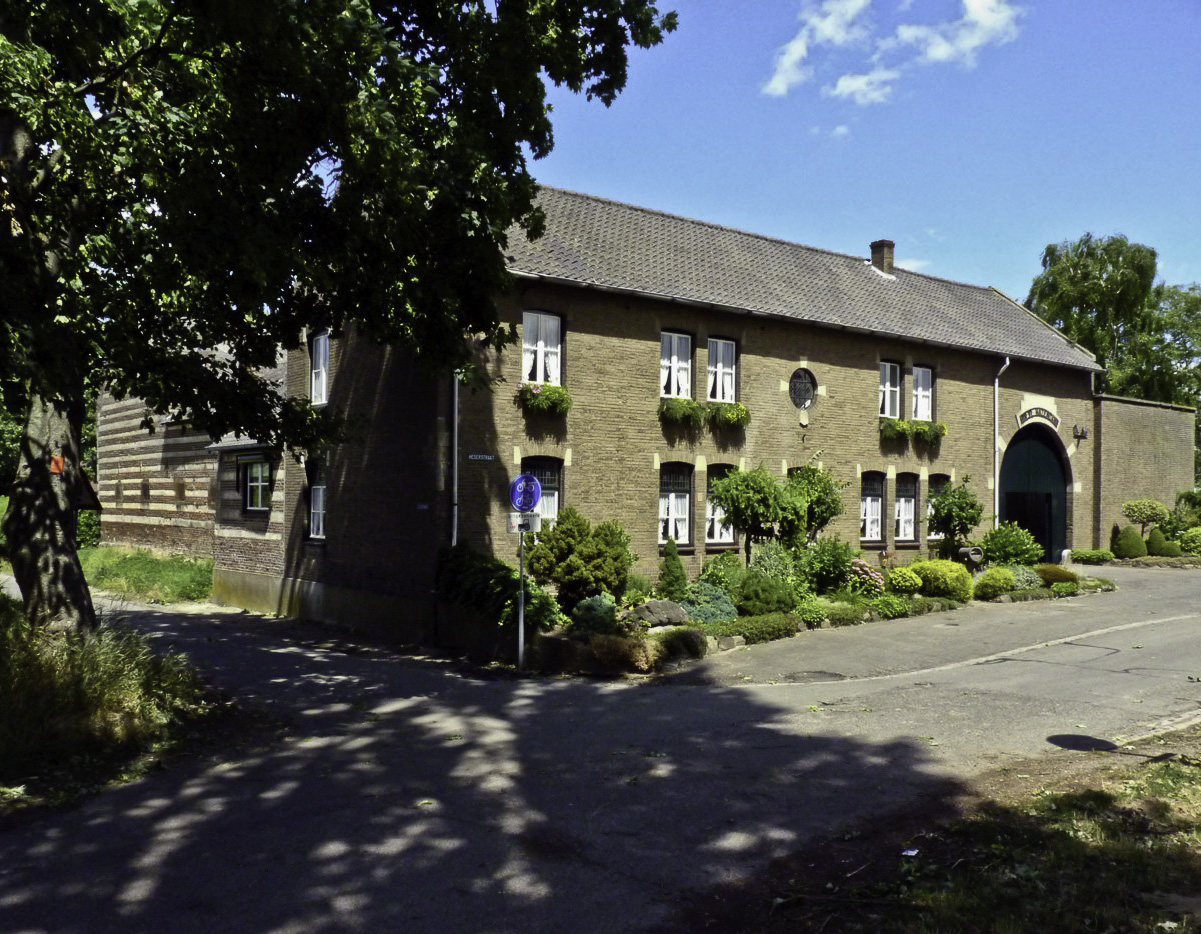
Hoeve De Hazendans
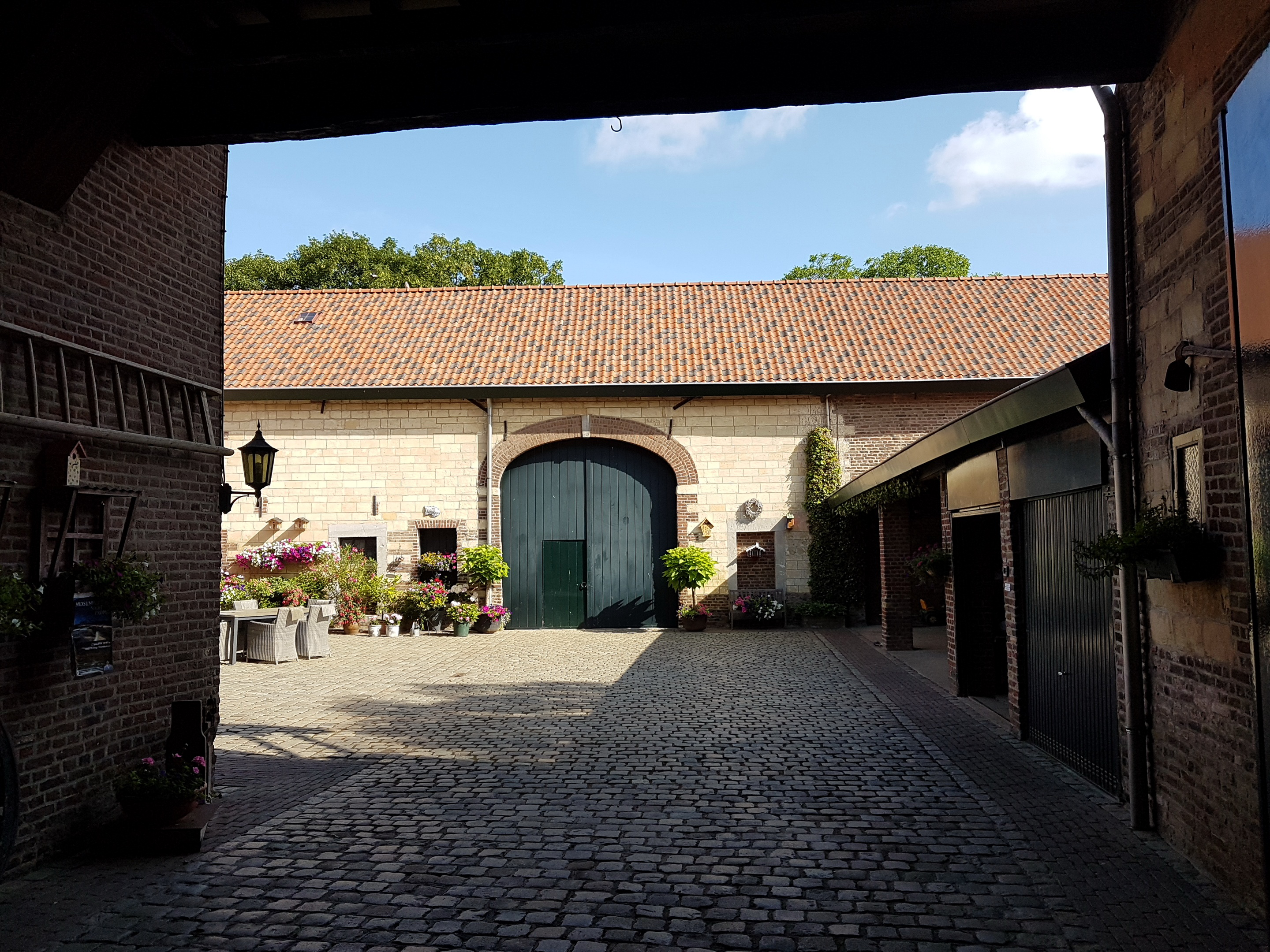
Idem, binnenplaats
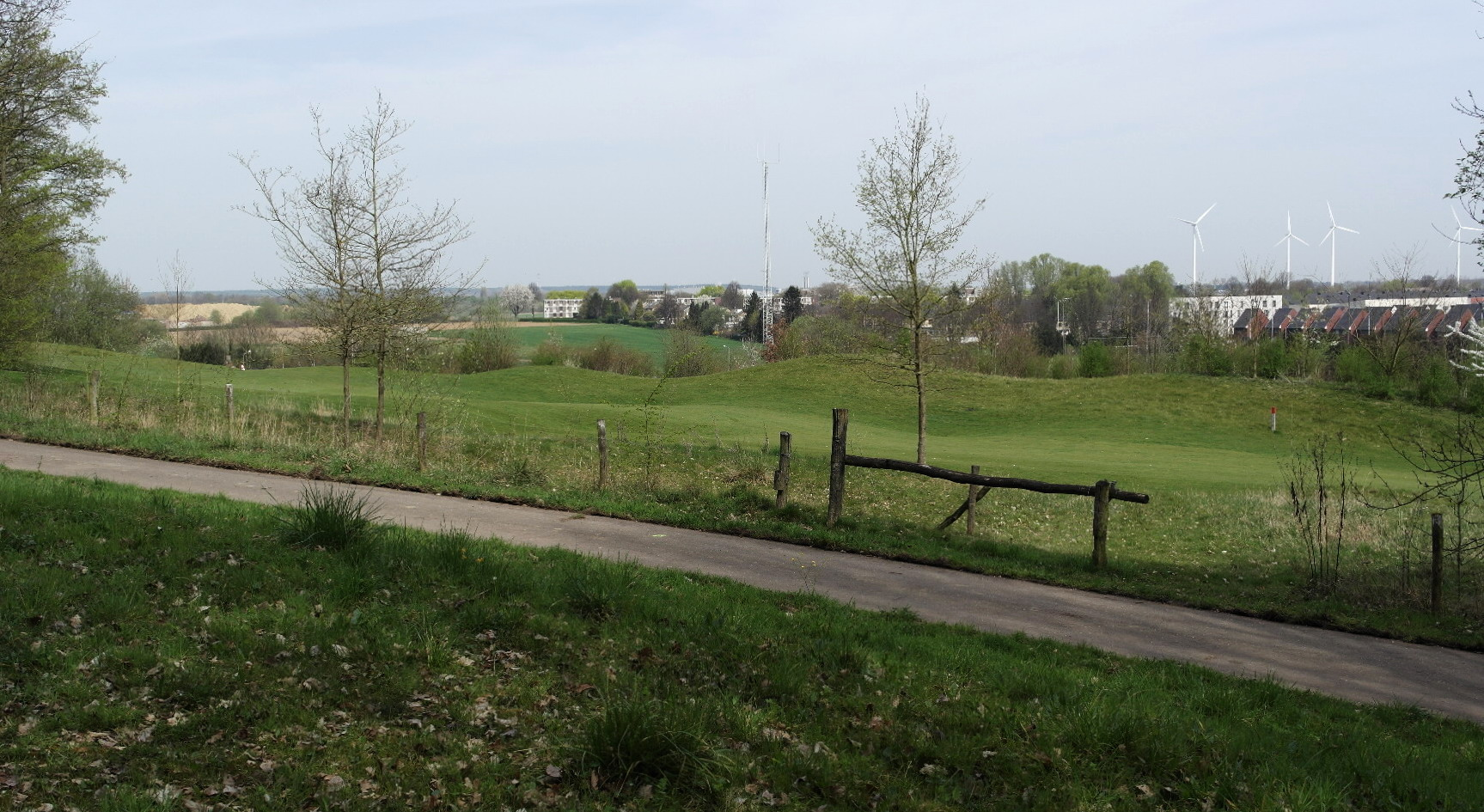
Uitzicht Dousberg
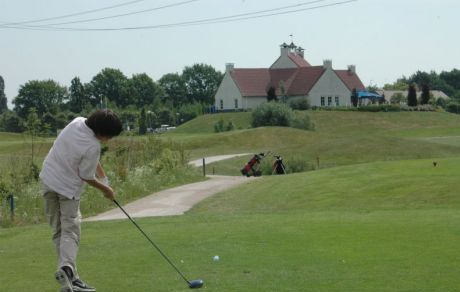
Golfbaan Dousberg